# 井上パーキングエリア
井上パーキングエリア（いのうえパーキングエリア）は、福岡県小郡市井上にある大分自動車道上り線（鳥栖方面）のパーキングエリア。

## 歴史
- 1987年（昭和62年）2月5日：鳥栖JCT - 朝倉IC開通と共に供用開始。
- 2006年（平成18年）7月25日：災害対応型自動販売機を設置。

## 施設

### 上り線（鳥栖方面）
- 駐車場[1]
  - 大型：10台
  - 小型：30台
  - トレーラー：2台
  - 身障者用
    - 小型：1台
- トイレ[1]
  - 男性：大7（和式1・洋式6）・小8
  - 女性：10（和式1・洋式9）
  - 身障者用：1
- 自動販売機（災害対応型自動販売機）[1]

## 隣
E34 大分自動車道
(9) 鳥栖JCT - 井上PA（上り線のみ） - (1) 筑後小郡IC